# Inside (fanzine)
Inside fue un fanzine de ciencia ficción editado por Ron Smith fundado en 1953, para posteriormente pasar a llamarse Inside Science Fiction tras un proceso de fusión con Science Fiction Advertiser (1952-1953); estuvo activa hasta junio de 1963. La revista centró sus publicaciones sobre noticias, impacto y crítica de la ciencia ficción; además, durante su existencia recibió varios reconocimientos, entre ellos el segundo Premio Hugo al mejor fanzine en 1956.
Los montos reales de circulación no se conocen debido a que la publicación anual de las cifras de circulación recién fueron exigibles a partir de la década de 1960.